# Ekenäs församling
Ekenäs församling var fram den 31 december 2014 en av åtta församlingar i Raseborgs kyrkliga samfällighet i Raseborgs prosteri inom Borgå stift i Evangelisk-lutherska kyrkan i Finland. Till församlingen hörde de kyrkomedlemmar som var bosatta på Ekenäs område i Raseborgs stad. Majoriteten av medlemmarna var svenskspråkiga. Vid årsskiftet 2007/2008 hade församlingen 7 958 medlemmar.
Den 1.1.2015 upphörde Ekenäs församling för att ingå i Ekenäsnejdens svenska församling, som omfattar även de tidigare församlingarna i Snappertuna, Tenala och Bromarv. 